# Puks Ferenc
Puks Ferenc (Gödre, 1839 – Budapest, 1887. június 29.) karmester, zeneszerző, zene- és énektanár, a Népszínház karnagya.

## Életútja
1861 és ’74 között a pécsi alreáltanoda ének-zene tanára volt. 1862-ben a Pécsi Dalárda választmányának tagja, majd titkára lett. 1868-ban megszervezte a helyi zenekart, a mai Pannon Filharmonikusok ősét. A következő évben Károlyi Lajos éppen a városban tartózkodó színtársulatának karmestere. Ezt követően templomi orgonistaként és zenetanárként dolgozott. 1875-tól a megnyíló budapesti Népszínház karmestere lett 1882 májusáig. Az év őszétől 1884-ig a Nemzeti Zenede összhangzattan- és énektanára volt. Neves tanítványai: Blaha Lujza, Komáromi Mariska, Pálmay Ilka stb.
Népszínházi működése idején több operettet komponált, a legismertebb a Rákosi Jenő szövegére írott Titilla hadnagy lett, amit 1881. február 27-én mutattak be, de „igen langyos fogadtatásban részesült”.

## Munkái
- A budapesti népszínház színfaltitkai. Bpest, 1882. (Németül is).
- Tudnivalók a színpadi éneklési pályára való biztos, alapos, gyors és olcsó kiképeztetési ügyemről, nemkülönben felhívás beiratkozásra a minden évben kétszer, t. i. okt. 1-én és ápr. 1-én megnyíló 3 félévig tartó 3 osztályból álló tanfolyamomba. Uo. 1885.